# Парламент Румунії
Парламент Румунії (рум. Parlamentul României) — представницький орган і носій законодавчої влади (парламент) Румунії.

## Двопалатний парламент
- Палата депутатів
- Сенат

## Конституційні основи діяльності
До змін до конституції 2003 року обидві палати мали однакові повноваження і спільно затверджували закони. Раніше, якщо думка палат розходиться, то спеціальна комісія (comisie de mediere) з депутатів і сенаторів погоджувала остаточний текст закону. Після референдуму 2003 року Сенат оголосили вирішальною палатою (cameră decizională), що прискорило узгодження законів.